# Migjorn (vent)
Pour les articles homonymes, voir Migjorn (homonymie).
Le migjorn (du catalan migjorn, « midi ») est un vent de sud chaud, rare et modéré soufflant dans la Méditerranée. Il arrive d'Afrique et possède les propriétés du sirocco.

## Description
Le migjorn (ou mitgjorn), « vent du midi » en catalan, est un air tropical continental qui prend source dans la Catalogne orientale en Espagne.
Dû aux hautes pressions sur l'Espagne orientale et basses pressions sur le Massif central, c'est un vent chaud et sec de secteur sud. Sa vitesse moyenne est de 30 km/h.
Cette brise catalane coule entre Cerbère et le col du Perthus, à la frontière franco-espagnole. Le vent traverse les Pyrénées-Orientales et les Corbières, et disparaît sur le canal du Midi, entre Narbonne et Carcassonne. Son cours fait 40 km de large et 70 km de long.